# Erik Jansson
Erik Jansson (1885 - 15 de abril de 1971) foi um missionário sueco que fundou o trabalho batista independente no Brasil em 1912, em Guarani das Missões.

## Viagem para o Brasil
Erik dizia desde criança que queria ser um missionário. Porém, tinha a convicção que deveria ir para a China. Colonos suecos que viviam na região de Ijuí, RS, haviam escrito uma carta que foi publicada num jornal sueco solicitando um pastor. Convencido a vir para o Brasil, Jansson se tornou o primeiro missionário da então Missão de Örebro (Örebromissionen), hoje denominada InterAct para o Brasil.
Em maio de 1912, Erik Jansson iniciou a viagem. Seguiu até Hamburgo, na Alemanha e, de lá, para Santos, levando um mês de viagem de navio. No dia 8 de junho chegou ao porto de Santos de onde embarcou para Rio Grande e Porto Alegre, onde chegou em 15 de junho. Sem dinheiro para prosseguir até Guarani das Missões, permaneceu por dois meses e meio em Porto Alegre, na casa de um missionário batista norte-americano, o reverendo Albert L. Dunstan. Nesse período, manteve contato por correspondência com os colonos em Guarani das Missões.
No dia 3 de setembro chegou enfim a Ijuí. A chegada de Erik Jansson ao seu destino, a casa de Anders Gustaf Andersson em Guarani das Missões, autor da carta que deu origem à sua chamada para o Brasil, se deu no dia 12 de setembro de 1912. Ali, Jansson foi muito bem recebido. 

## Início do trabalho
Jansson começou o trabalho no dia 15 de setembro, com o primeiro culto na casa dos Andersson. Ele não apenas realizava cultos, mas também promoveu festas e comemorações. No Natal de 1912 a data foi comemorada pela primeira vez em comunidade e a bandeira sueca foi hasteada pela primeira vez naquela colônia. Relatos da época mostram que o sentimento de comunidade foi restabelecido com a chegada do pastor, que recebeu dos colonos de presente um cavalo de montaria.
Os colonos suecos tinham sua origem religiosa na Igreja Luterana. Jansson, pastor batista, pregava a necessidade de arrependimento e batismo nas águas. A resistência dos colonos era grande e o resultado demorou a aparecer. Em 17 de janeiro de 1914, no entanto, Jansson realizou o primeiro batismo em Guarani.
No dia 12 de junho chegou da Suécia Anna Malm, noiva de Erik Jansson, juntamente com outro missionário Carl Svensson. Além da formação teológica no seminário em Örebro, Anna também era enfermeira e parteira. Casaram-se no dia 26 de junho em festa ao ar livre.

## A fundação da Igreja Batista em Guarani das Missões e Ijuí
Ainda em Guarani das Missões, no dia 6 de setembro de 1914, Anna e Erik Jansson, o casal Beckman e a senhora Persson fundaram a primeira Igreja Batista naquela vila. O casal Anders Gustav e Blenda Andersson, aqueles que escreveram à Tribuna Sueca para pedir um missionário, tinham sido membros da Igreja Batista em Estocolmo, onde haviam sido batizados, e só puderam ser aceitos como membros da nova igreja após a chegada de carta de transferência da Suécia.
Em Ijuí a Igreja Batista foi constituída no dia 3 de janeiro de 1915. Os primeiros membros eram Olof e Anna Kihlström, Per Johan e Maria Hammarström, Karolina, Anna Kristina e Hilda Persson e Carl Svensson, o pastor. Nos primeiros cinco anos de atividades da igreja naquela cidade, 53 pessoas foram batizadas e professaram a fé batista, a maioria suecos, mas também alguns poloneses, alemães e brasileiros.
O pastor Erik Jansson começou a trabalhar entre os suecos, mas em breve estendeu o trabalho também aos brasileiros e alemães. Durante os primeiros anos, de 1912 a 1923, o trabalho dependia, quase inteiramente, do sustento da Junta Missionária de Örebro. Várias igrejas foram fundadas no interior do estado neste período: Guarani das Missões, Ijuí, Timbaúva, Santo Cristo, Ramada e Pederneiras.
Em 1919, foi constituída a Convenção Batista Rio-Grandense para organizar as igrejas que iam sendo fundadas. Em 1921 foi realizada a primeira Escola Bíblica com o objetivo de preparar obreiros nacionais.

## A expansão do trabalho
Num segundo período, de 1924 a 1938 começou o trabalho no litoral, como Porto Alegre, Rio Grande e Pelotas. Ainda nesse tempo, porém, o trabalho dependia economicamente do auxílio do exterior.
Como resultado do trabalho entre colonos russos, foram iniciados, em 1929, dois trabalhos na Argentina, na cidade de Oberá. Um dos pioneiros deste trabalho foi um imigrante sueco de nome Oscar Skyttberg que havia chegado ao Brasil em 1891 e se transferiu para a Argentina em 1922.
Uma estatística publicada no Luz nas Trevas no ano de 1937, após 25 anos de trabalho, mostrou que neste ano havia dez igrejas espalhadas pelo Rio Grande do Sul e duas na Argentina que integravam a Convenção Batista Rio-Grandense. O total de membros, em 1937, era de 1.682.
Nos dias 21-24 de fevereiro de 1952, a Convenção Batista Rio Grandense realizou sua assembleia na cidade de Ijuí, comemorando 40 anos de missões no Brasil. Após um intenso debate foi fundada a Convenção das Igrejas Evangélicas Batistas Independentes do Brasil (CIBI) no dia 22 de fevereiro. Foi eleito como primeiro presidente um de seus idealizadores, pastor Pedro Falcão. Para a primeira diretoria foram eleitos também o pastor Noé V. da Silva (secretário) e Erik Jansson (tesoureiro).

## O retorno à Suécia
Erik Jansson permaneceu no Brasil até maio de [|1953]], quando, aos 68 anos retornou ao seu país natal ao lado da esposa Anna. As filhas Svea Regina e Ruth casaram com Arne Jonsson e Torsten Sjöstedt, respectivamente, e retornaram ao Brasil, com os maridos, como missionárias também pela missão de Örebro.